# Pani Galewska
Pani Galewska, właściwie Aleksandra Galewska (ur. w 1987 w Malborku) – polska piosenkarka soulowo-jazzowa i multiinstrumentalistka.

## Edukacja
Studiowała wokalistykę jazzową w Gdańsku, a następnie w Katowicach. Pracuje jako pedagog specjalny z dziećmi niepełnosprawnymi, m.in. z zespołem Downa czy autyzmem.

## Kariera muzyczna
W maju 2010 roku wygrała jeden z odcinków programu Szansa na sukces (gościem był Łukasz Zagrobelny), wykonując piosenkę „Nie kłam, że kochasz mnie”. W 2011 roku wzięła udział w pierwszej edycji programu The Voice of Poland, w którym jej mentorką była Ania Dąbrowska. Ostatecznie odpadła w odcinku półfinałowym.
W 2013 roku wydała swój debiutancki album zatytułowany The Best Of.

## Dyskografia
- The Best Of (2013)[3]